# IC 1259
IC 1259 = Arp 310 ist ein interagierendes Galaxienpaar im Sternbild Drache am Nordsternhimmel, das schätzungsweise 348 Millionen Lichtjahre von der Milchstraße entfernt ist. Halton Arp gliederte seinen Katalog ungewöhnlicher Galaxien nach rein morphologischen Kriterien in Gruppen. Dieses Galaxienpaar gehört zu der Klasse Unklassifizierte Doppelgalaxien. Sie bildet außerdem gemeinsam mit der Galaxie IC 1258 und IC 1260 das Galaxientriplett Arp 311.
Das Objekt wurde am 19. Juli 1887 von Lewis A. Swift entdeckt.